# Esqui aquático nos Jogos Pan-Americanos de 2011 - Slalom masculino
A competição do slalom masculino foi um dos eventos do esqui aquático nos Jogos Pan-Americanos de 2011, em Guadalajara. Foi disputada na Pista de Esqui Aquático de Boca Laguna nos dias 21 e 23 de outubro.

## Calendário
Horário local (UTC-6).
| Data          | Horário | Fase         |
| ------------- | ------- | ------------ |
| 21 de outubro | 9:00    | Preliminares |
| 23 de outubro | 9:00    | Finais       |

## Medalhistas
| Ouro   | USA Jonathan Travers |
| Prata  | CAN Jason McClintock |
| Bronze | MEX Carlos Lamadrid  |

## Resultados

### Preliminares
Os oito melhores atletas se classificaram para a final.
| Pos. | Nome               | País               | Pontuação | Obs. |
| ---- | ------------------ | ------------------ | --------- | ---- |
| 1    | Felipe Miranda     | CHI Chile          | 39.00     | q    |
| 2    | Carlos Lamadrid    | MEX México         | 38.50     | q    |
| 2    | Jason McClintock   | CAN Canadá         | 38.50     | q    |
| 4    | Johnathan Travers  | USA Estados Unidos | 37.50     | q    |
| 5    | Javier Julio       | ARG Argentina      | 36.00     | q    |
| 6    | Felipe Neves       | BRA Brasil         | 34.50     | q    |
| 7    | Álvaro Lamadrid    | MEX México         | 34.00     | q    |
| 7    | Rodrigo Miranda    | CHI Chile          | 34.00     | q    |
| 9    | José Fernando Mesa | COL Colômbia       | 33.50     |      |
| 10   | Alejandro Lamadrid | MEX México         | 33.00     |      |
| 11   | Fernando Neves     | BRA Brasil         | 32.50     |      |
| 12   | Thomas Magnowski   | CAN Canadá         | 30.50     |      |
| 13   | Jorge Renosto      | ARG Argentina      | 27.50     |      |
| 14   | Martín Malarczuk   | ARG Argentina      | 25.50     |      |
| 15   | Mario Mustafa      | PER Peru           | 23.00     |      |
| 16   | Esteban Siegert    | COL Colômbia       | 18.50     |      |
|      | Alejandro Robledo  | COL Colômbia       |           | DNS  |

### Finais
| Pos.              | Nome              | País               | Pontuação |
| ----------------- | ----------------- | ------------------ | --------- |
| Medalha de ouro   | Johnathan Travers | USA Estados Unidos | 44.00     |
| Medalha de prata  | Jason McClintock  | CAN Canadá         | 40.50     |
| Medalha de bronze | Carlos Lamadrid   | MEX México         | 39.00     |
| 4                 | Felipe Miranda    | CHI Chile          | 37.50     |
| 5                 | Álvaro Lamadrid   | MEX México         | 36.00     |
| 6                 | Felipe Neves      | BRA Brasil         | 33.50     |
| 7                 | Javier Julio      | ARG Argentina      | 30.50     |
|                   | Rodrigo Miranda   | CHI Chile          | DNS       |

Legenda
| Recorde mundial      | Recorde mundial (World record)               |                       | Recorde africano                      | Recorde africano (African) |                                           | Q | Classificado por posição (Qualified) |
| Recorde olímpico     | Recorde olímpico (Olympic record)            | Recorde da América    | Recorde da América (Americas)         | q                          | Classificado por melhor tempo (Qualified) |   |                                      |
| Melhor marca do ano  | Melhor marca do ano (World leading)          | Recorde asiático      | Recorde asiático (Asian)              | DNS                        | Não largou (Did not start)                |   |                                      |
| Recorde nacional     | Recorde nacional (National record)           | Recorde europeu       | Recorde europeu (European)            | DNF                        | Não terminou (Did not finish)             |   |                                      |
| Recorde pessoal      | Recorde pessoal do atleta (Personal best)    | Recorde da Oceania    | Recorde da Oceania (Oceania)          | DSQ / DQ                   | Desclassificado (Disqualified)            |   |                                      |
| Recorde da temporada | Recorde da temporada do atleta (Season best) | Recorde sul-americano | Recorde sul-americano (South America) | NM                         | Sem marca (No mark)                       |   |                                      |